# Чама, Ноэль
Ноэль Али Чама Альмасан (исп. Noel Alí Chama Almazán; род. 15 сентября 1997, Мехико) — мексиканский легкоатлет, специалист по спортивной ходьбе. Выступает за сборную Мексики по лёгкой атлетике с 2013 года, обладатель бронзовой медали Центральноамериканских и Карибских игр, бронзовый призёр юношеских Олимпийских игр, победитель и призёр ряда крупных международных стартов, участник двух летних Олимпийских игр.

## Биография
Ноэль Чама родился 15 сентября 1997 года в штате Мехико, Мексика.
Первого серьёзного успеха на международном уровне добился в сезоне 2014 года, когда вошёл в состав мексиканской сборной и выступил на юношеских Олимпийских играх в Нанкине, где в зачёте ходьбы на 10 000 метров выиграл бронзовую медаль. Также участвовал здесь в смешанной эстафете 8×100 метров, занял вместе с соотечественниками 12-е место.
В 2016 году в дисциплине 10 000 метров финишировал седьмым на юниорском мировом первенстве в Быдгоще, в дисциплине 10 км стал бронзовым призёром в юниорском зачёте на командном чемпионате мира по спортивной ходьбе в Риме.
Благодаря череде успешных выступлений в 2021 году удостоился права защищать честь страны на летних Олимпийских играх в Токио — в программе 20 км показал время 1:28:23, расположившись в итоговом протоколе соревнований на 38-й строке.
В 2022 году был четвёртым на чемпионате NACAC во Фрипорте, восьмым на командном чемпионате мира в Маскате.
В 2023 году показал 25-й результат на чемпионате мира в Будапеште, завоевал бронзовую награду на Центральноамериканских и Карибских играх в Сан-Сальвадоре, пришёл к финишу третьим на Панамериканском кубке в Манагуа.
Выполнив олимпийский квалификационный норматив (1:20:10), представлял Мексику на Олимпийских играх в Париже — на сей раз в дисциплине 20 км с результатом 1:20:19 занял 13-е место. Также в этом сезоне на международном старте в испанской Ла-Корунье установил свой личный рекорд в 20-километровой ходьбе — 1:19:21. Показал 26-й результат на командном чемпионате мира в Анталье.